# Het Goedje
Het Goedje of Huis te Scharen is een monumentaal herenhuis in de Maastrichtse wijk Scharn, provincie Limburg. De naam Te Scharen is tevens van toepassing op het middeleeuwse kasteel dat schuin tegenover Het Goedje heeft gelegen.

## Geschiedenis
De oudste vermelding van een adellijk huis in Scharn dateert uit 1145, toen Adelbert van Scharn, samen met zijn echtgenote en zoon, een deel van zijn domein, waaronder een hoeve met kapel, schonk aan abt Erpo van de abdij Kloosterrade (Rolduc). Erpo greep de schenking aan om er een klooster van augustinessen te vestigen, de Priorij Scharn (1145-1246), waarvan Adelbert beschermheer (voogd) werd. Mogelijk was de hoeve met kapel de eerste woning van Adelbert geweest en bouwde hij (of zijn zoon Jan/Johan) later een nieuw huis, dat meer het uiterlijk van een burcht had.
De priorij en het kasteel lagen vlak bij elkaar, maar werden gescheiden door een territoriale grens: het klooster lag in het Land van Valkenburg (hoofdbank Meerssen); het kasteel lag in Heer, een van de banken van Sint-Servaas, eigendom van het Sint-Servaaskapittel.

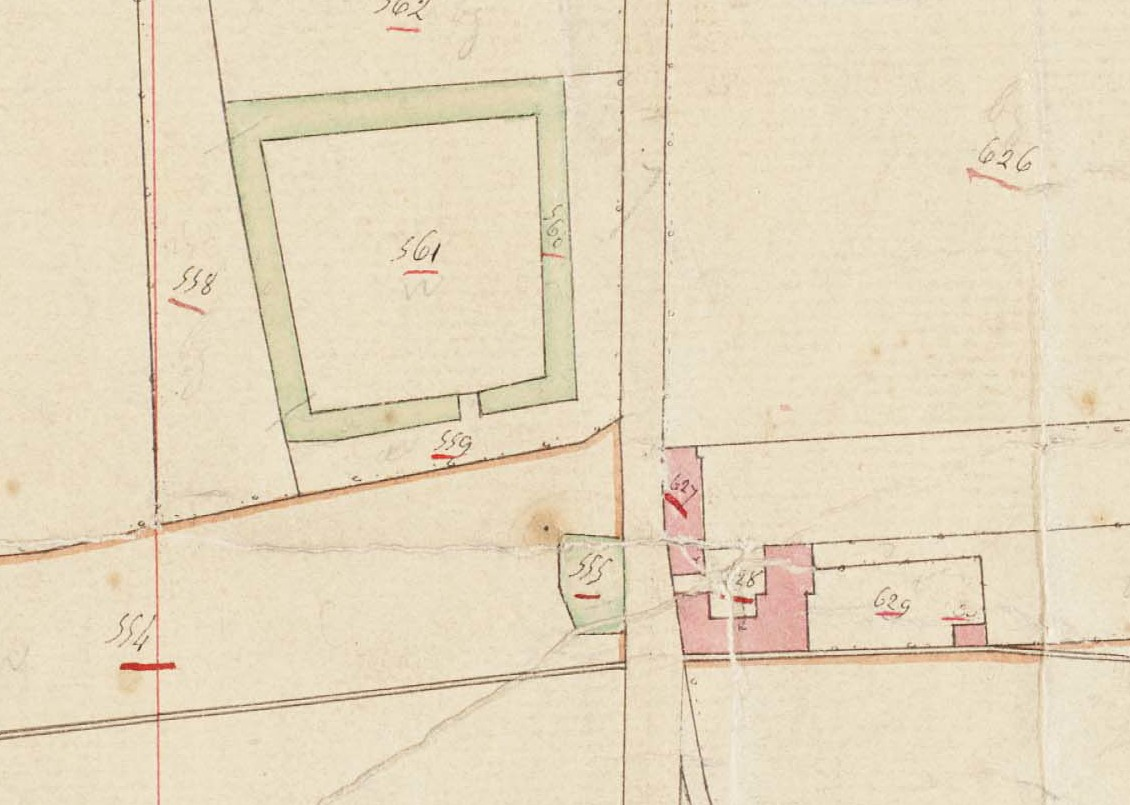
Links het omgrachte kasteelterrein, rechts het herenhuis (kadasterkaart, 1828-1830)

Het kapittel van Sint-Servaas was van de 16e eeuw tot eind 18e eeuw eigenaar van het omgrachte terrein, waar tot uiterlijk 1640 het kasteel op heeft gestaan. Mogelijk is het kasteel tijdens het beleg van 1632 of dat van 1634 verwoest en daarna afgebroken. Misschien was het al eerder onbewoonbaar geworden. In 1593 huurde de rijproost van het kapittel, Olivier van Eynatten, het naastgelegen huis Het Goedje met omliggende landerijen.
Het landgoed kwam eind 17e eeuw in eigendom van de familie Kerens uit Maastricht. In 1726 beschikten zij over een eigen kapel in het huis. Door vererving kwam het huis in 1761 in bezit van burgemeester Willem Hubert Cruts. In 1788 kwam de familie Coenen de Villers in bezit van het huis en landgoed Het Goedje. Zij lieten het huidige herenhuis en boerderij bouwen.
In de Franse tijd werden kerkelijke goederen geconfisqueerd, en dat gebeurde ook met het omgrachte kasteelterrein tegenover Het Goedje, dat immers tot het bezit van het Sint-Servaaskapittel behoorde. Op de gedigitaliseerde kadasterkaart van 1842 is te zien dat het omgrachte terrein toen eigendom was van de grootgrondbezitter Leopold Joseph Duquesne, die tevens eigenaar was van het landgoed Wittevrouwenhof in Scharn. Het kasteelterrein wordt in het kadaster omschreven als "weiland"; de voormalige gracht als "moeras". Het Goedje blijkt in 1842 weer in het bezit te zijn van een lid van de familie Kerens, de landeigenaar en politicus jhr. François Kerens de Wylré. Interessant is het T-vormige bosperceel achter het huis, omschreven als "lustbos". Ten zuiden daarvan lagen een tuin en een boomgaard. De bijbehorende landerijen liepen door tot aan de huidige Vijverdalseweg. De nog bestaande hoeve Het Kerkske (de voormalige priorij van Scharn) en omliggende landerijen behoorden in 1842 tot het omvangrijke bezit van de weduwe Schoenmaekers-Nypels, tevens eigenares van de Withuishof in Scharn.

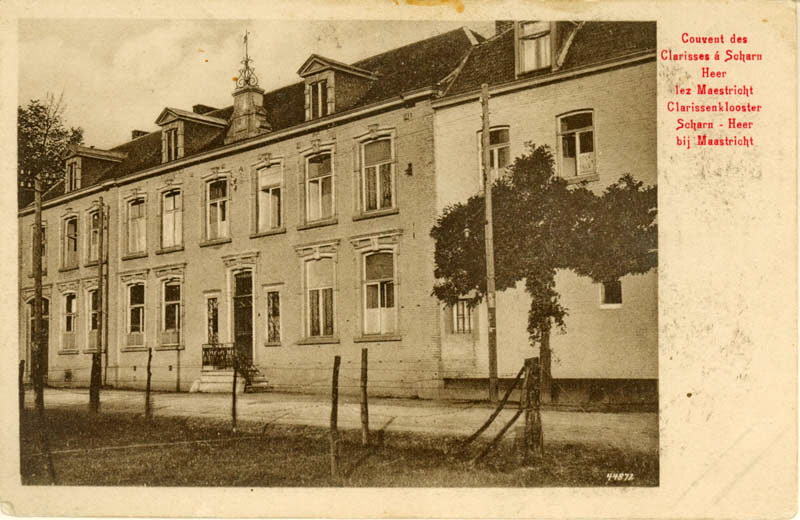
Prentbriefkaart Clarissenklooster, 1909-'21

Later in de 19e eeuw kreeg een lid van de familie Regout het landgoed in eigendom. Mogelijk betrof dit het gezin van Alfred Hubert Regout, oprichter-directeur van de vloertegelfabriek Alfred Regout & Co. (later Rema), en Angèle Marie Delphine Gustavine Stevens. Van hun vijf kinderen werden er twee in Scharn geboren (1890 en 1891).
Tussen 1909 en 1921 werd het herenhuis gebruikt als klooster. Het werd bewoond door zusters clarissen die gevlucht waren uit Frankrijk en Spanje. Mogelijk waren dit dezelfde religieuzen ("Franse franciscanessen") die na 1885 het nabijgelegen landgoed Opveld in Heer bewoonden. In elk geval begroeven de clarissen twee van hun overleden moeder-oversten op het kerkhof van Opveld. De clarissen noemden hun klooster Petit couvent de Sainte Claire du Sacré-Coeur (kloostertje van de Heilige Clara van het Heilig Hart). In 1921 keerden de zusters naar Frankrijk terug.
Na het vertrek van de zusters in 1921 vestigde de jonge arts Joseph E.M. Willems (1896-1937) zich in het pand en begon er de eerste huisartsenpraktijk in de gemeente Heer. Na zijn dood bleef het huis in bezit van de familie Willems.
Sinds 2003 is in het huis het generalaat van de Congregatie van de Broeders van de Onbevlekte Ontvangenis gevestigd.

## Beschrijving

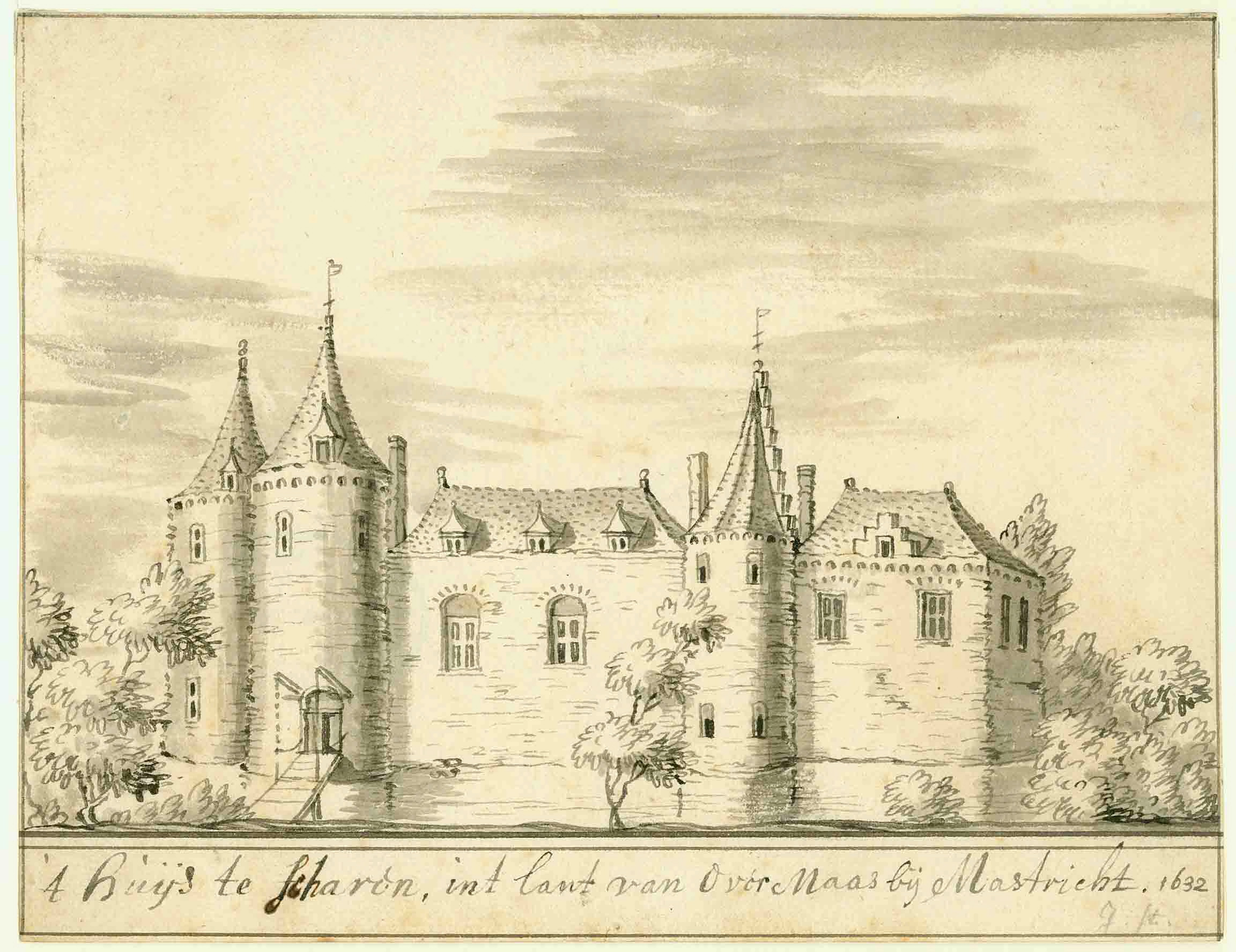
Kasteel te Scharen (tekening, 1632)

### Kasteel
Over het middeleeuwse huis Te Scharen is niet veel bekend. In hoeverre het hier om een versterkt huis ging, is niet duidelijk. Het zou vóór 1640 zijn afgebroken. Op 19e-eeuwse kadastrale kaarten staat aan de westzijde van Het Goedje een omgracht terrein van 60 bij 60 meter ingetekend met een ingang aan de zuidzijde. Het terrein werd ‘De Damp’ genoemd en lag tussen de huidige Europalaan en de Dampstraat in. Nog tot in de 20e eeuw waren de grachtrestanten zichtbaar. In 1954 zijn bij rioolwerkzaamheden nog resten van de gracht en een hoeve aangetroffen.
Er bestaat een anonieme tekening uit 1632 die een kasteel ‘Huijs te Scharen’ toont. De tekening toont een omgracht kasteel met twee vleugels en drie ronde torens. De rechter torenspits lijkt gehalveerd en bevat aan een kant een trapgevel. De gevels van de twee bouwdelen hebben telkens twee kruisvensters, waarvan enkele rondboogvensters. In een van de torens bevindt zich een poort met een ophaalbrug.

### Herenhuis
Het in 1788 gebouwde herenhuis Het Goedje is de opvolger van een ouder huis, dat op zijn beurt mogelijk als vervanger voor het kasteel heeft gediend. Het huidige herenhuis heeft twee woonlagen, is opgetrokken in baksteen en wordt afgedekt door een leien wolfsdak. De achterzijde is symmetrisch ingedeeld en heeft een middenfronton. Er is tevens een geometrisch aangelegde tuin. De voorgevel is in 1890 vernieuwd in eclectische stijl.
Aan de zuidzijde van het herenhuis staat de U-vormige boerderij uit 1789, eveneens van baksteen. Het woongedeelte heeft twee verdiepingen. Dit deel is na 1971 gemoderniseerd, met name aan de zuid- en oostzijde, waardoor het historisch karakter is aangetast.
Zowel het herenhuis als de boerderij zijn een rijksmonument. Het in de 19e eeuw nog geheel vrij liggende gebouwencomplex is in de loop van de twintigste eeuw opgenomen in een gesloten straatwand, waarlangs een vrij drukke weg loopt.

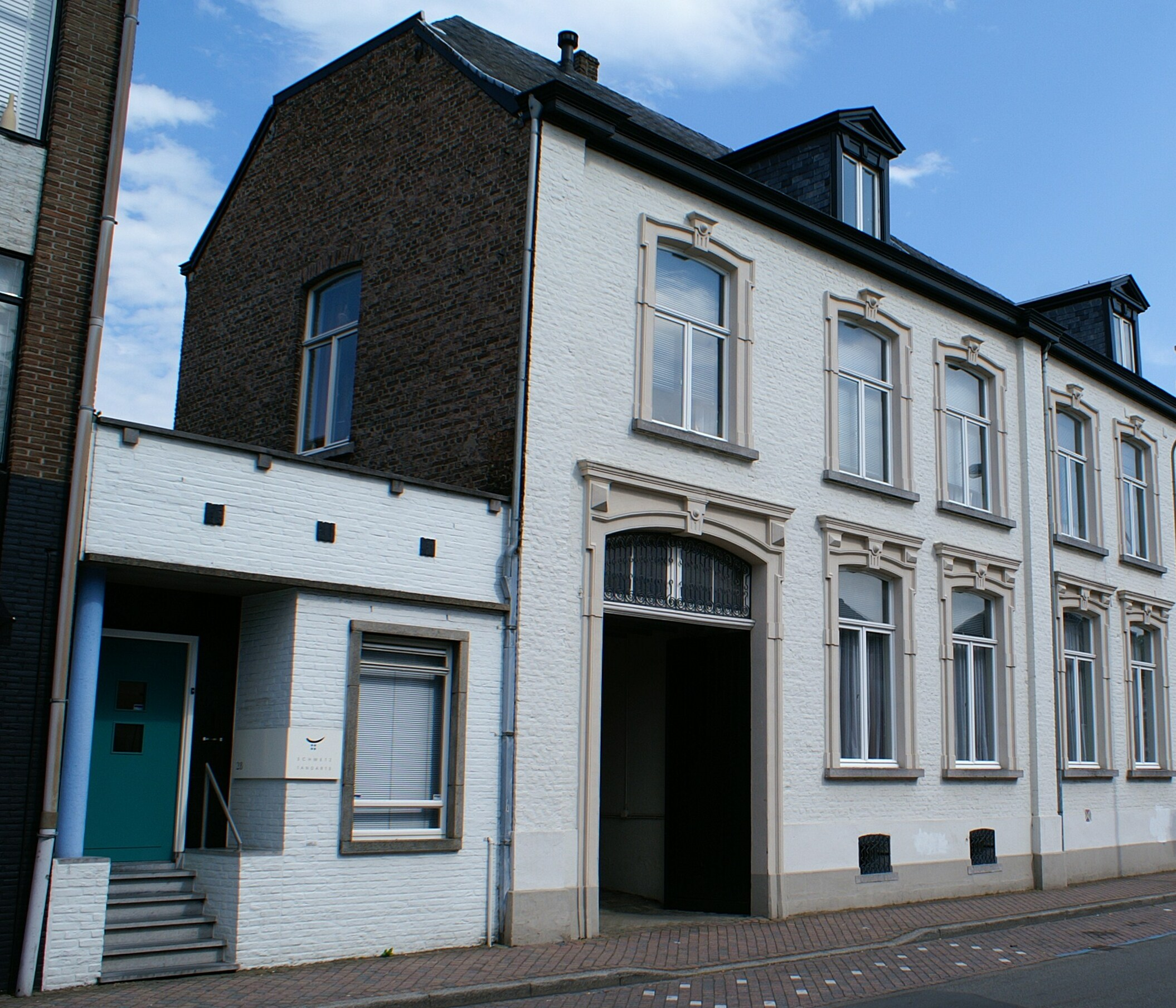
Noordelijk bouwdeel
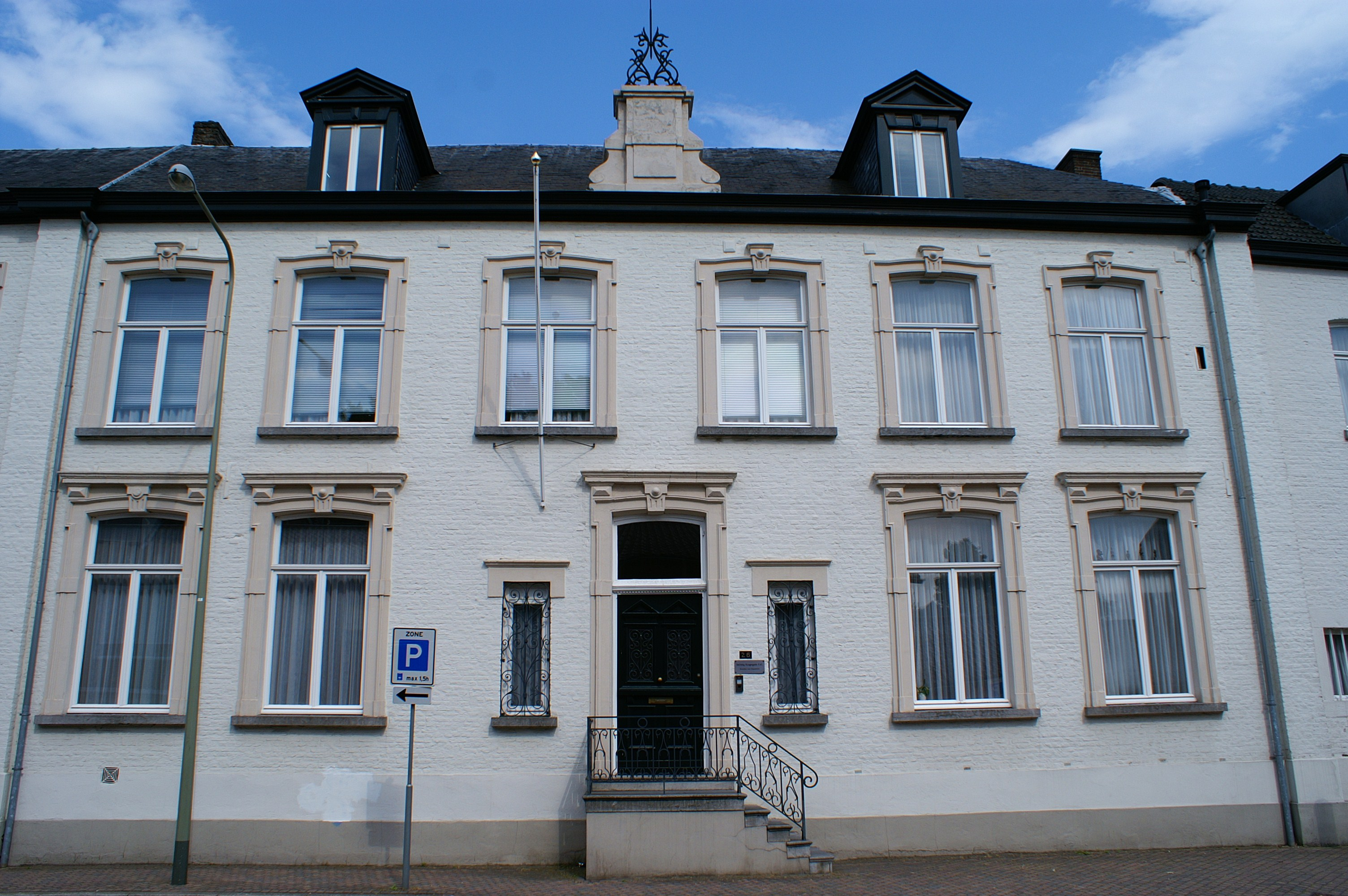
Middendeel
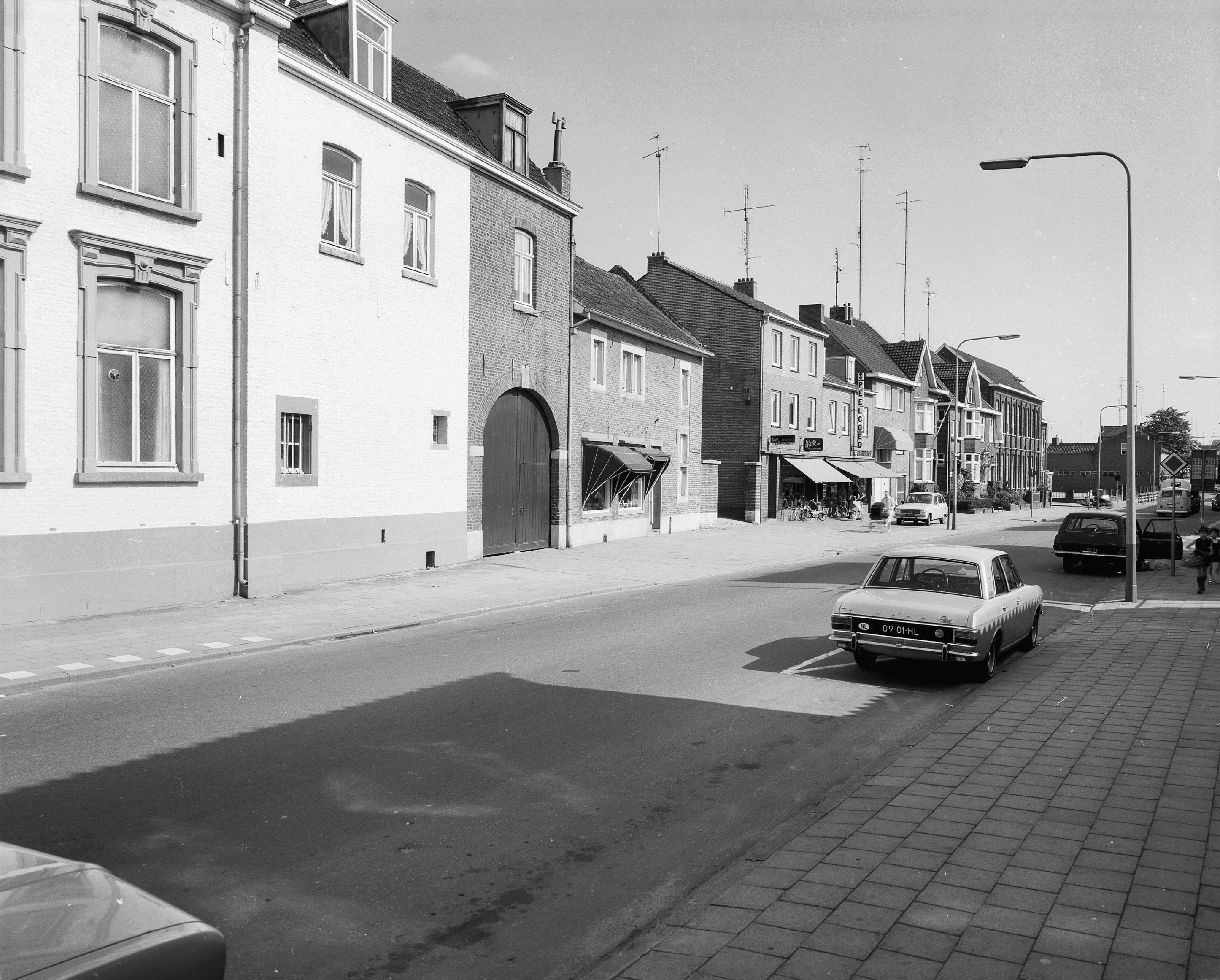
Zuidelijk bouwdeel (1971)
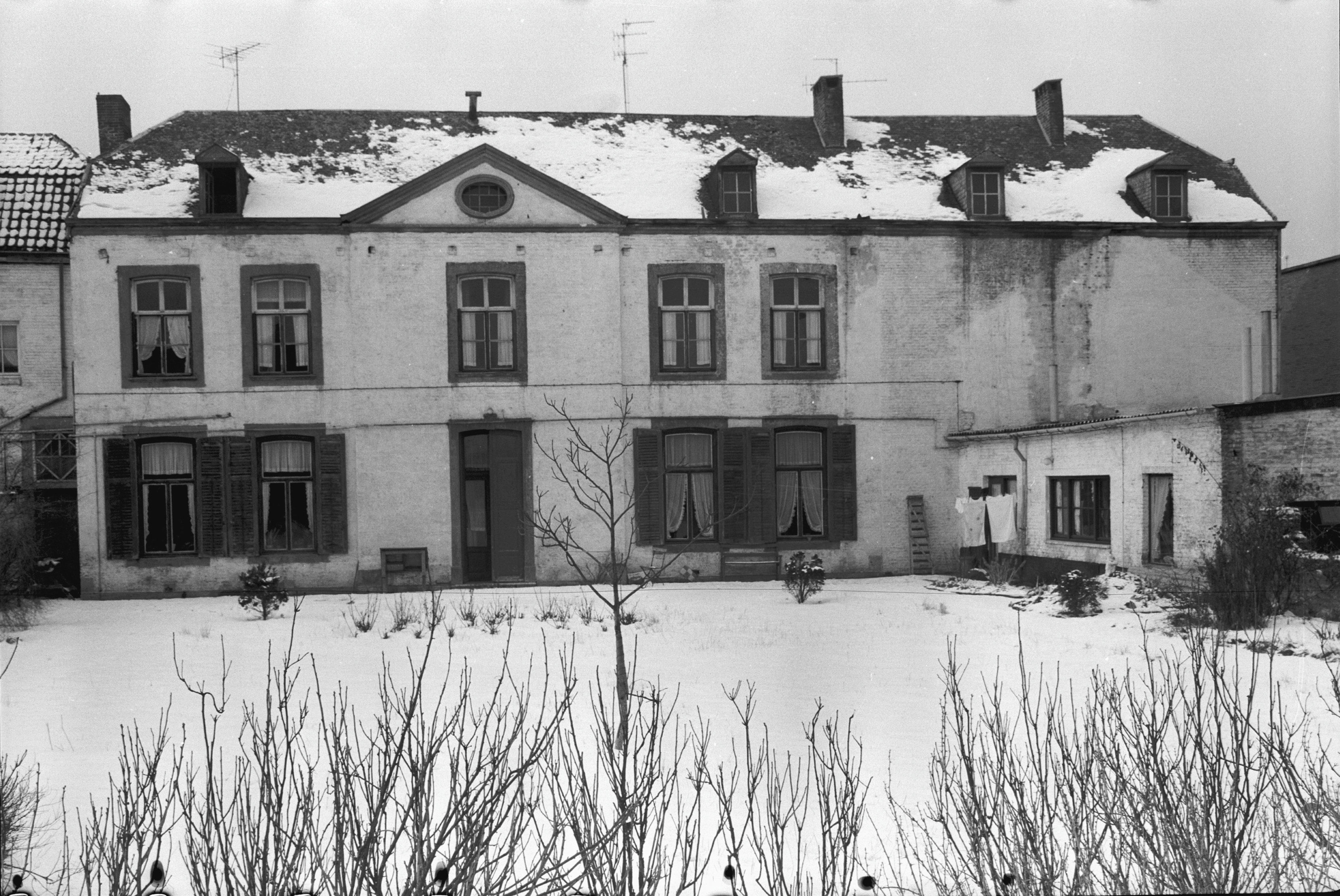
Tuinzijde hoofdgebouw (1962)

Aerwinkel · Kasteel Afferden · Aldt Huys · Aldenborgh · Kasteel Aldenghoor · Aldenhoven · Alte Burg · Kasteel Amstenrade · Slot Annendael · Kasteel Arcen · Baersdonck · Bakvliet · Baronsberg · Baxhof · Beegden ·  Benzenrade · Kasteel De Berckt · Kasteel Bethlehem · Beusdaelshof · Binsfeld · Huis Blankenberg · Kasteel Bleijenbeek · Blitterswijck · Boerlo · Bolberg · Bollenberg · Kasteel De Bongard · Borggraaf · Kasteel d'Erp · Kasteel Borggraaf · Kasteel Borgharen · Kasteel Born · Huis Bree · Breust · Kasteel Broekhuizen · Broekhuizen · Gracht Burggraaf · Kasteel De Burght · Kasteel Cartils · Cloppenburg (Oost-Maarland) · Kasteel Cortenbach · Huis De Dael · Dammerscheid · Kasteel De Bockenhof · De Donck (Sevenum) · De Donck (Swolgen) · De Dorth ·  Huis ten Dijcken · Kasteel Doenrade · De Doom · Douve · Douvenrade · De Dries · Kasteel Erenstein · Kasteel Eijsden · Eijsden · Einrade · Kasteel Elsloo · Ensenbroek · Eperhuis · Etzenraderhuuske · Exaten · Kasteel Eijckholt · Kasteel Eyckholt · Eys · Gastendonck · Kasteel Genbroek · Gebroken Slot · Kasteel Geijsteren · Kasteel Op Genhoes · Kasteel Genhoes · Genneperhuis · Kasteel Het Geudje · Kasteel Geulle · Kasteel Geusselt · Geijsteren · Gen Heck · Ghoor · Kasteel Goedenraad · Kasteel Grasbroek · Kasteel Groenendaal · Groethof · Groot Paarlo · Kasteel van Gronsveld · De Gun ·Kasteel Haeren · Kasteel Den Halder · Heerlaer · Heeze · Heijen · 's-Herenanstel · Kasteel Hillenraad · Kasteel Hoensbroek · Hoenshuis · Holstrate · Holtmühle · Huize Holtum · Kasteel Horn · De Horst · Huys ter Horst · Ten Hove (Grathem) · Ten Hove (Panningen) · Huis Brias · Huis Darth ·  Kasteel Hurpesch · Kasteel Sint-Jansgeleen · Kasteel Jerusalem · Kasteel Kaldenbroek · Den Kamp · Kasteel Karsveld · Kasteel Keverberg · Klein Paarlo · Klimmender Huuske · De Kolck · Koppelberg · Laar · Landsfort · Kasteel Lemiers · Kasteelruïne Lichtenberg · Kasteel Limbricht · Lonesteyn · Huize Lovendael · Mazenburg · Kasteel van Meerlo · Kasteel Meerssenhoven · Meezenbroek · Kasteel van Mheer · Middelaar · Kasteel Millen · Kasteel Montfort · Movert · Mulrode · De Munt · Château Neercanne · Kasteel Neubourg · Nienghoor · Huis Nierhoven · Kasteel Nieuwenbroeck · Nije Huys · Kasteel Nijenborgh · Kasteel Nijswiller · Nijthuysen · Kasteel Obbicht · Oedenrade · Kasteel Ooijen · Kasteel Oost (Valkenburg) · Kasteel Oost (Oost-Maarland) · Kasteel Ouborg · Overen · Kasteel Passarts-Nieuwenhagen · Prickenis · Prinsenhof · Puth · De Putting · Raath · De Raay · Ravenhof · Kasteel Reijmersbeek · Kasteel van Rijckholt · Kasteel Rivieren · Rodenbroek · Rosendaal · Kasteel Schaesberg · Kasteel Schaloen · Te Scharen · Schenkenburg · Kasteel Scheres · De Spijker (Geijsteren) · De Spijker (Leeuwen) · Huis Severen · Sibberhuuske · Château St. Gerlach · Spraland · Huis De Spyker · Huize Stalberg · Stalberg (Wellerlooi) · De Steeg · Kasteel Stein · Steinhagen · Steenen Huis · Stoel van Swentibold · Strijthagen (Landgraaf) · Strijthagen (Welten) · Struyver · Kasteel Terborgh · Terlinden (Wijnandsrade) · Terveurdt · Ter Weyer · Kasteel Ter Worm · De Tombe · Huis De Torentjes · Triest · Trippaert · Kasteel Vaalsbroek · Kasteel Vaeshartelt · Valkenburg · Vliek · De Vroenhof · Vrijburg · Kasteel Wambach · Warenberg · Well · Weyershof ·  Wijlre · Kasteel Wijnandsrade · Wijnandsrade · Wijnantshof · Wissegracht · Huize Witham · Kasteel Wittem · Wolfrath · Wylre